# Mike Rossman
Mike Rossman est un boxeur américain né le 1er juillet 1955 à Turnersville, New Jersey.

## Carrière
Passé professionnel en 1973, il devient champion du monde des poids mi-lourds WBA le 15 septembre 1978 en battant au 13e round Victor Galíndez mais s'incline lors du combat revanche le 14 avril 1979. Rossman met un terme à sa carrière en 1983 sur un bilan de 44 victoires, 7 défaites et 3 matchs nuls.

## Référence
1. ↑  (en) Mike Rossman vs. Victor Emilio Galindez II (boxrec.com)